# Gononda
Gononda est un village de la région de l'Extrême Nord Cameroun, département du Mayo-Danay et arrondissement de Gobo. Ce village est limité au nord par le village Naykissia, à l’Est par Ouro Bouna, au Sud par Tikem et à L’Ouest par Dongo. Ce village fait partie du canton de Bougoudoum, l'un des deux cantons de l'arrondissement de Gobo.

## Démographie
Gononda a une population estimé à 1 397 habitants dont 639 hommes (46 %) et 758 femmes (54 %) lors du dernier recensement de 2005. La population de Gononda représente 2,62 % de la population de la commune de Gobo.